# Puchar Świata w Rugby 7 (1993)
Puchar Świata w Rugby 7 (1993) – pierwszy Puchar Świata, organizowane przez IRFB zawody o randze mistrzostw świata w rugby 7 rozgrywane co cztery lata. Turniej odbył się na Murrayfield Stadium w Edynburgu w dniach od 16 do 18 kwietnia 1993 roku i rywalizowały w nim dwadzieścia cztery męskie zespoły. W turnieju zwyciężyli Anglicy.

## Informacje ogólne
Organizację inauguracyjnego turnieju otrzymał szkocki Edynburg, choć pojawiały się głosy, iż ze względu na swą rolę w promowaniu rugby 7 powinien on odbyć się w Hongkongu, bądź też nawet, by co cztery lata Hong Kong Sevens otrzymywał miano Pucharu Świata. Triumfatorom został wręczony Melrose Cup nazwany tak od kolebki tej dyscypliny, dodatkowo trofeum to było wzorowane na Ladies' Cup, o które walczono w Melrose podczas pierwszego turnieju rugby 7 w 1883 roku.
Organizatorzy jeszcze przed rozpoczęciem turnieju przewidywali straty finansowe, zakładając pełny stadion jedynie w dniu finałów. Zawody z Murrayfield Stadium przyciągnęły jednak uwagę prasy, która pełna była komentarzy, wywiadów, zdjęć i przewidywań co do formy zespołów, bazujących przede wszystkim na występach w Hongkongu.
Faworytami zawodów, także wśród bukmacherów, były zespoły z południowej półkuli – Fidżi, Samoa Zachodnie, Australia i Nowa Zelandia – które rozdzieliły między sobą szesnaście z osiemnastu tytułów turnieju w Hongkongu. Stanowisko RFU zakładało niski priorytet tego turnieju w związku z planowanym tournée British and Irish Lions do Nowej Zelandii oraz wyprawą Anglików do Kanady. Zespół angielski spotkał się zatem pierwszy raz tydzień przed turniejem, Szkoci przygotowywali się do niego uczestnicząc w zagranicznych turniejach, zawodnicy z Fidżi natomiast trenowali wspólnie przez pół roku rozgrywając w tym czasie trzydzieści turniejów.
Nie odbyło się losowanie grup, we wrześniu 1992 roku zakwalifikowane drużyny zostały zaś uszeregowane w arbitralnym rankingu, a następnie według niego przydzielone do czterech sześciozespołowych grup.
Przez dwudniową fazę grupową faworyci przeszli w komplecie – niespodzianką tej fazy było zwycięstwo Tongijczyków nad Australią, zaś sensacją porażka Fidżi z RPA, poza tym jedynie Korea i Argentyna pokonały wyżej rozstawionych Francuzów i Szkotów. W pełniącej rolę ćwierćfinałów drugiej fazie grupowej spotkało się zatem pięć zespołów z południowego Pacyfiku – Nowa Zelandia, Samoa Zachodnie, Fidżi, Tonga i Australia – oraz RPA, Irlandia i Anglia. Jedynym niepokonanym zespołem zostali reprezentanci Fidżi, na drugim miejscu w tej grupie uplasowali się niespodziewanie Irlandczycy. W drugiej z grup walka była bardziej zacięta, wszystkie zespoły bowiem zarówno zwyciężyły, jak i doznawały porażek, a do półfinałów awansowały Anglia oraz Australia. Australijczycy odprawili Irlandię dzięki podwyższonemu przyłożeniu w ostatniej akcji meczu, natomiast ich rywalami w finale zostali Anglicy, którzy niespodziewanie do przerwy remisując z Fidżi, w drugiej części spotkania dołożyli kolejne dwa przyłożenia. Mecz ten zawierał "moment turnieju" – szarżę Dave’a Scully’ego na Mesake Rasarim zapobiegającą pewnemu przyłożeniu. Dla finalistów był to już piąty pojedynek tego dnia, kolejne pięć rozegrali na przestrzeni poprzednich dwóch dni. W pierwszych pięciu minutach punktowali tylko Anglicy, którzy mieli na koncie trzy podwyższone przyłożenia, lecz tuż przed przerwą Lynagh doprowadził do stanu 21-5. W drugiej połowie ataki Australijczyków zaowocowały kolejnymi dwoma przyłożeniami, lecz tylko jedno z nich zostało podwyższone. Skuteczność w kopach okazała się być kluczem do sukcesu Anglików, którzy utrzymali prowadzenie zwyciężając ostatecznie 21–17. Trofea niższej rangi – Bowl i Plate – zdobyły zaś odpowiednio Argentyna i Japonia.
Melrose Cup odebrał zespół angielski w składzie Adedayo Adebayo, Chris Sheasby, Justyn Cassell, Matt Dawson, Damian Hopley, Tim Rodber, Dave Scully, Andrew Harriman, Nick Beal i Lawrence Dallaglio (w finale zasiadł na ławce rezerwowych Michael Dods zastępując kontuzjowanego Hopleya).
W turnieju oprócz specjalistów od rugby 7 brali również udział zawodnicy znani z rugby piętnastoosobowego, m.in. Laurent Cabannes, Philippe Bernat-Salles, Rob Howley, Neil Jenkins, Michael Lynagh, David Campese, Eric Rush czy Chester Williams. Najstarszym zawodnikiem był zaś trzydziestoośmioletni reprezentant Hongkongu, Simon Litster.
Zawody ściągnęły dużą dozę krytyki, w szczególności ich zawiły i męczący format, w którym do końcowego triumfu potrzebne było rozegranie dziesięciu spotkań, kwestionowana też była zasadność organizowania turnieju takiej rangi w zapełnionym reprezentacyjnym kalendarzu. Słabe występy zespołów z południowej półkuli oraz brak kibiców tłumaczone były zaś chłodną i deszczową pogodą.
Obsługę informatyczną zawodów zapewniała firma Unisys mająca dziesięcioletnie doświadczenie z turniejem Hong Kong Sevens.

## Kwalifikacje
Dwadzieścia reprezentacji otrzymało zaproszenie do udziału w inauguracyjnym Pucharze Świata na podstawie wyników osiąganych w rugby piętnastoosobowym. IRFB, dając szansę rozwijającym się pod tym względem krajom, pozostałe cztery miejsca przeznaczyła dla zespołów z turnieju kwalifikacyjnego rozegranego w Katanii na Sycylii. Z tego turnieju, obejmującego dwie fazy grupowe, a następnie fazę pucharową, awans uzyskali półfinaliści, którymi okazali się zawodnicy z Namibii, Hongkongu, Chińskiego Tajpej i Hiszpanii.
Z uwagi na fakt, że jednym z zaproszonych zespołów była reprezentacja ZSRR, po rozpadzie tego kraju zwolniło się jedno miejsce w turnieju finałowym. Został zatem rozegrany dodatkowy turniej kwalifikacyjny z udziałem chętnych reprezentacji z byłych republik radzieckich. Triumfowała w nim Łotwa, dla której był to pierwszy poważny turniej w historii.

## System rozgrywek
Dwadzieścia cztery uczestniczące drużyny zostały podzielone na cztery sześciozespołowe grupy rywalizujące przez pierwsze dwa dni systemem kołowym o dalszy udział w zawodach podczas rozegranej w trzecim dniu fazie pucharowej. Po dwie najsłabsze reprezentacje odpadały z turnieju, drużyny z miejsc trzeciego i czwartego walczyły wówczas odpowiednio o Plate i Bowl, zaś dwa czołowe zespoły z każdej z grup awansowały do pełniącej roli ćwierćfinałów drugiej fazy grupowej. Rywalizowały one ponownie systemem kołowym o awans do półfinałów.

## Faza grupowa

### Grupa A
| 16 kwietnia 1993 | Fidżi | 42:0 | Łotwa | Murrayfield Stadium, Edynburg |
| 16 kwietnia 1993 |       | 42:0 |       | Murrayfield Stadium, Edynburg |

| 16 kwietnia 1993 | Południowa Afryka | 28:5 | Japonia | Murrayfield Stadium, Edynburg |
| 16 kwietnia 1993 |                   | 28:5 |         | Murrayfield Stadium, Edynburg |

| 16 kwietnia 1993 | Walia | 33:7 | Rumunia | Murrayfield Stadium, Edynburg |
| 16 kwietnia 1993 |       | 33:7 |         | Murrayfield Stadium, Edynburg |

| 16 kwietnia 1993 | Fidżi | 28:17 | Japonia | Murrayfield Stadium, Edynburg |
| 16 kwietnia 1993 |       | 28:17 |         | Murrayfield Stadium, Edynburg |

| 16 kwietnia 1993 | Rumunia | 22:5 | Łotwa | Murrayfield Stadium, Edynburg |
| 16 kwietnia 1993 |         | 22:5 |       | Murrayfield Stadium, Edynburg |

| 16 kwietnia 1993 | Południowa Afryka | 36:14 | Walia | Murrayfield Stadium, Edynburg |
| 16 kwietnia 1993 |                   | 36:14 |       | Murrayfield Stadium, Edynburg |

| 16 kwietnia 1993 | Fidżi | 40:0 | Rumunia | Murrayfield Stadium, Edynburg |
| 16 kwietnia 1993 |       | 40:0 |         | Murrayfield Stadium, Edynburg |

| 16 kwietnia 1993 | Walia | 35:7 | Japonia | Murrayfield Stadium, Edynburg |
| 16 kwietnia 1993 |       | 35:7 |         | Murrayfield Stadium, Edynburg |

| 16 kwietnia 1993 | Południowa Afryka | 47:5 | Łotwa | Murrayfield Stadium, Edynburg |
| 16 kwietnia 1993 |                   | 47:5 |       | Murrayfield Stadium, Edynburg |

| 17 kwietnia 1993 | Fidżi | 21:17 | Walia | Murrayfield Stadium, Edynburg |
| 17 kwietnia 1993 |       | 21:17 |       | Murrayfield Stadium, Edynburg |

| 17 kwietnia 1993 | Południowa Afryka | 38:0 | Rumunia | Murrayfield Stadium, Edynburg |
| 17 kwietnia 1993 |                   | 38:0 |         | Murrayfield Stadium, Edynburg |

| 17 kwietnia 1993 | Japonia | 21:14 | Łotwa | Murrayfield Stadium, Edynburg |
| 17 kwietnia 1993 |         | 21:14 |       | Murrayfield Stadium, Edynburg |

| 17 kwietnia 1993 | Południowa Afryka | 26:17 | Fidżi | Murrayfield Stadium, Edynburg |
| 17 kwietnia 1993 |                   | 26:17 |       | Murrayfield Stadium, Edynburg |

| 17 kwietnia 1993 | Walia | 36:9 | Łotwa | Murrayfield Stadium, Edynburg |
| 17 kwietnia 1993 |       | 36:9 |       | Murrayfield Stadium, Edynburg |

| 17 kwietnia 1993 | Japonia | 17:15 | Rumunia | Murrayfield Stadium, Edynburg |
| 17 kwietnia 1993 |         | 17:15 |         | Murrayfield Stadium, Edynburg |

### Grupa B
| 16 kwietnia 1993 | Nowa Zelandia | 49:7 | Holandia | Murrayfield Stadium, Edynburg |
| 16 kwietnia 1993 |               | 49:7 |          | Murrayfield Stadium, Edynburg |

| 16 kwietnia 1993 | Francja | 22:7 | Stany Zjednoczone | Murrayfield Stadium, Edynburg |
| 16 kwietnia 1993 |         | 22:7 |                   | Murrayfield Stadium, Edynburg |

| 16 kwietnia 1993 | Irlandia | 21:12 | Korea Południowa | Murrayfield Stadium, Edynburg |
| 16 kwietnia 1993 |          | 21:12 |                  | Murrayfield Stadium, Edynburg |

| 16 kwietnia 1993 | Nowa Zelandia | 19:5 | Stany Zjednoczone | Murrayfield Stadium, Edynburg |
| 16 kwietnia 1993 |               | 19:5 |                   | Murrayfield Stadium, Edynburg |

| 16 kwietnia 1993 | Korea Południowa | 28:12 | Holandia | Murrayfield Stadium, Edynburg |
| 16 kwietnia 1993 |                  | 28:12 |          | Murrayfield Stadium, Edynburg |

| 16 kwietnia 1993 | Irlandia | 17:7 | Francja | Murrayfield Stadium, Edynburg |
| 16 kwietnia 1993 |          | 17:7 |         | Murrayfield Stadium, Edynburg |

| 17 kwietnia 1993 | Nowa Zelandia | 46:0 | Korea Południowa | Murrayfield Stadium, Edynburg |
| 17 kwietnia 1993 |               | 46:0 |                  | Murrayfield Stadium, Edynburg |

| 17 kwietnia 1993 | Irlandia | 38:0 | Stany Zjednoczone | Murrayfield Stadium, Edynburg |
| 17 kwietnia 1993 |          | 38:0 |                   | Murrayfield Stadium, Edynburg |

| 17 kwietnia 1993 | Francja | 26:14 | Holandia | Murrayfield Stadium, Edynburg |
| 17 kwietnia 1993 |         | 26:14 |          | Murrayfield Stadium, Edynburg |

| 17 kwietnia 1993 | Nowa Zelandia | 24:7 | Irlandia | Murrayfield Stadium, Edynburg |
| 17 kwietnia 1993 |               | 24:7 |          | Murrayfield Stadium, Edynburg |

| 17 kwietnia 1993 | Korea Południowa | 14:0 | Francja | Murrayfield Stadium, Edynburg |
| 17 kwietnia 1993 |                  | 14:0 |         | Murrayfield Stadium, Edynburg |

| 17 kwietnia 1993 | Stany Zjednoczone | 31:0 | Holandia | Murrayfield Stadium, Edynburg |
| 17 kwietnia 1993 |                   | 31:0 |          | Murrayfield Stadium, Edynburg |

| 17 kwietnia 1993 | Nowa Zelandia | 19:5 | Francja | Murrayfield Stadium, Edynburg |
| 17 kwietnia 1993 |               | 19:5 |         | Murrayfield Stadium, Edynburg |

| 17 kwietnia 1993 | Irlandia | 45:0 | Holandia | Murrayfield Stadium, Edynburg |
| 17 kwietnia 1993 |          | 45:0 |          | Murrayfield Stadium, Edynburg |

| 17 kwietnia 1993 | Korea Południowa | 26:19 | Stany Zjednoczone | Murrayfield Stadium, Edynburg |
| 17 kwietnia 1993 |                  | 26:19 |                   | Murrayfield Stadium, Edynburg |

### Grupa C
| 16 kwietnia 1993 | Australia | 28:0 | Chińskie Tajpej | Murrayfield Stadium, Edynburg |
| 16 kwietnia 1993 |           | 28:0 |                 | Murrayfield Stadium, Edynburg |

| 16 kwietnia 1993 | Szkocja | 15:7 | Tonga | Murrayfield Stadium, Edynburg |
| 16 kwietnia 1993 |         | 15:7 |       | Murrayfield Stadium, Edynburg |

| 16 kwietnia 1993 | Argentyna | 17:7 | Włochy | Murrayfield Stadium, Edynburg |
| 16 kwietnia 1993 |           | 17:7 |        | Murrayfield Stadium, Edynburg |

| 16 kwietnia 1993 | Tonga | 10:7 | Australia | Murrayfield Stadium, Edynburg |
| 16 kwietnia 1993 |       | 10:7 |           | Murrayfield Stadium, Edynburg |

| 16 kwietnia 1993 | Włochy | 15:14 | Chińskie Tajpej | Murrayfield Stadium, Edynburg |
| 16 kwietnia 1993 |        | 15:14 |                 | Murrayfield Stadium, Edynburg |

| 16 kwietnia 1993 | Argentyna | 14:10 | Szkocja | Murrayfield Stadium, Edynburg |
| 16 kwietnia 1993 |           | 14:10 |         | Murrayfield Stadium, Edynburg |

| 16 kwietnia 1993 | Australia | 40:0 | Włochy | Murrayfield Stadium, Edynburg |
| 16 kwietnia 1993 |           | 40:0 |        | Murrayfield Stadium, Edynburg |

| 16 kwietnia 1993 | Tonga | 17:5 | Argentyna | Murrayfield Stadium, Edynburg |
| 16 kwietnia 1993 |       | 17:5 |           | Murrayfield Stadium, Edynburg |

| 16 kwietnia 1993 | Szkocja | 36:5 | Chińskie Tajpej | Murrayfield Stadium, Edynburg |
| 16 kwietnia 1993 |         | 36:5 |                 | Murrayfield Stadium, Edynburg |

| 17 kwietnia 1993 | Australia | 40:5 | Argentyna | Murrayfield Stadium, Edynburg |
| 17 kwietnia 1993 |           | 40:5 |           | Murrayfield Stadium, Edynburg |

| 17 kwietnia 1993 | Szkocja | 21:12 | Włochy | Murrayfield Stadium, Edynburg |
| 17 kwietnia 1993 |         | 21:12 |        | Murrayfield Stadium, Edynburg |

| 17 kwietnia 1993 | Tonga | 52:0 | Chińskie Tajpej | Murrayfield Stadium, Edynburg |
| 17 kwietnia 1993 |       | 52:0 |                 | Murrayfield Stadium, Edynburg |

| 17 kwietnia 1993 | Australia | 26:14 | Szkocja | Murrayfield Stadium, Edynburg |
| 17 kwietnia 1993 |           | 26:14 |         | Murrayfield Stadium, Edynburg |

| 17 kwietnia 1993 | Argentyna | 26:5 | Chińskie Tajpej | Murrayfield Stadium, Edynburg |
| 17 kwietnia 1993 |           | 26:5 |                 | Murrayfield Stadium, Edynburg |

| 17 kwietnia 1993 | Tonga | 31:7 | Włochy | Murrayfield Stadium, Edynburg |
| 17 kwietnia 1993 |       | 31:7 |        | Murrayfield Stadium, Edynburg |

### Grupa D
| 16 kwietnia 1993 | Anglia | 40:5 | Hongkong | Murrayfield Stadium, Edynburg |
| 16 kwietnia 1993 |        | 40:5 |          | Murrayfield Stadium, Edynburg |

| 16 kwietnia 1993 | Samoa | 47:0 | Hiszpania | Murrayfield Stadium, Edynburg |
| 16 kwietnia 1993 |       | 47:0 |           | Murrayfield Stadium, Edynburg |

| 16 kwietnia 1993 | Kanada | 21:7 | Namibia | Murrayfield Stadium, Edynburg |
| 16 kwietnia 1993 |        | 21:7 |         | Murrayfield Stadium, Edynburg |

| 16 kwietnia 1993 | Anglia | 31:0 | Hiszpania | Murrayfield Stadium, Edynburg |
| 16 kwietnia 1993 |        | 31:0 |           | Murrayfield Stadium, Edynburg |

| 16 kwietnia 1993 | Hongkong | 19:17 | Namibia | Murrayfield Stadium, Edynburg |
| 16 kwietnia 1993 |          | 19:17 |         | Murrayfield Stadium, Edynburg |

| 16 kwietnia 1993 | Samoa | 28:14 | Kanada | Murrayfield Stadium, Edynburg |
| 16 kwietnia 1993 |       | 28:14 |        | Murrayfield Stadium, Edynburg |

| 17 kwietnia 1993 | Anglia | 24:5 | Namibia | Murrayfield Stadium, Edynburg |
| 17 kwietnia 1993 |        | 24:5 |         | Murrayfield Stadium, Edynburg |

| 17 kwietnia 1993 | Hiszpania | 12:5 | Kanada | Murrayfield Stadium, Edynburg |
| 17 kwietnia 1993 |           | 12:5 |        | Murrayfield Stadium, Edynburg |

| 17 kwietnia 1993 | Samoa | 43:7 | Hongkong | Murrayfield Stadium, Edynburg |
| 17 kwietnia 1993 |       | 43:7 |          | Murrayfield Stadium, Edynburg |

| 17 kwietnia 1993 | Anglia | 33:0 | Kanada | Murrayfield Stadium, Edynburg |
| 17 kwietnia 1993 |        | 33:0 |        | Murrayfield Stadium, Edynburg |

| 17 kwietnia 1993 | Samoa | 47:0 | Namibia | Murrayfield Stadium, Edynburg |
| 17 kwietnia 1993 |       | 47:0 |         | Murrayfield Stadium, Edynburg |

| 17 kwietnia 1993 | Hiszpania | 26:5 | Hongkong | Murrayfield Stadium, Edynburg |
| 17 kwietnia 1993 |           | 26:5 |          | Murrayfield Stadium, Edynburg |

| 17 kwietnia 1993 | Samoa | 28:10 | Anglia | Murrayfield Stadium, Edynburg |
| 17 kwietnia 1993 |       | 28:10 |        | Murrayfield Stadium, Edynburg |

| 17 kwietnia 1993 | Kanada | 35:7 | Hongkong | Murrayfield Stadium, Edynburg |
| 17 kwietnia 1993 |        | 35:7 |          | Murrayfield Stadium, Edynburg |

| 17 kwietnia 1993 | Namibia | 26:21 | Hiszpania | Murrayfield Stadium, Edynburg |
| 17 kwietnia 1993 |         | 26:21 |           | Murrayfield Stadium, Edynburg |

## Faza pucharowa

### Bowl
|  |                  |                  |           |                  |    |           |           |       |
|  | Półfinał         | Półfinał         | Półfinał  |                  |    | Finał     | Finał     | Finał |
|  | Półfinał         | Półfinał         | Półfinał  |                  |    | Finał     | Finał     | Finał |
|  | 18 kwietnia 1993 |                  |           |                  |    |           |           |       |
|  |                  |                  |           |                  |    |           |           |       |
|  | Argentyna        | Argentyna        | 24        |                  |    |           |           |       |
|  | Argentyna        | Argentyna        | 24        | 18 kwietnia 1993 |    |           |           |       |
|  | Korea Południowa | Korea Południowa | 0         |                  |    |           |           |       |
|  | Korea Południowa | Korea Południowa | 0         |                  |    | Argentyna | Argentyna | 19    |
|  | 18 kwietnia 1993 |                  |           |                  |    | Argentyna | Argentyna | 19    |
|  |                  |                  | Hiszpania | Hiszpania        | 12 |           |           |       |
|  | Hiszpania        | Hiszpania        | Hiszpania | Hiszpania        | 12 | 10        |           |       |
|  | Hiszpania        | Hiszpania        |           |                  |    |           |           |       |
|  | Walia            | Walia            | 7         |                  |    |           |           |       |
|  | Walia            | Walia            | 7         |                  |    |           |           |       |

| 18 kwietnia 1993 | Argentyna | 24:0 | Korea Południowa | Murrayfield Stadium, Edynburg |
| 18 kwietnia 1993 |           | 24:0 |                  | Murrayfield Stadium, Edynburg |

| 18 kwietnia 1993 | Hiszpania | 10:7 | Walia | Murrayfield Stadium, Edynburg |
| 18 kwietnia 1993 |           | 10:7 |       | Murrayfield Stadium, Edynburg |

| 18 kwietnia 1993 | Argentyna | 19:12 | Hiszpania | Murrayfield Stadium, Edynburg |
| 18 kwietnia 1993 |           | 19:12 |           | Murrayfield Stadium, Edynburg |

### Plate
|  |                  |          |          |                  |    |         |         |       |
|  | Półfinał         | Półfinał | Półfinał |                  |    | Finał   | Finał   | Finał |
|  | Półfinał         | Półfinał | Półfinał |                  |    | Finał   | Finał   | Finał |
|  | 18 kwietnia 1993 |          |          |                  |    |         |         |       |
|  |                  |          |          |                  |    |         |         |       |
|  | Japonia          | Japonia  | 14       |                  |    |         |         |       |
|  | Japonia          | Japonia  | 14       | 18 kwietnia 1993 |    |         |         |       |
|  | Kanada           | Kanada   | 0        |                  |    |         |         |       |
|  | Kanada           | Kanada   | 0        |                  |    | Japonia | Japonia | 33    |
|  | 18 kwietnia 1993 |          |          |                  |    | Japonia | Japonia | 33    |
|  |                  |          | Szkocja  | Szkocja          | 19 |         |         |       |
|  | Szkocja          | Szkocja  | Szkocja  | Szkocja          | 19 | 14      |         |       |
|  | Szkocja          | Szkocja  |          |                  |    |         |         |       |
|  | Francja          | Francja  | 7        |                  |    |         |         |       |
|  | Francja          | Francja  | 7        |                  |    |         |         |       |

| 18 kwietnia 1993 | Japonia | 14:0 | Kanada | Murrayfield Stadium, Edynburg |
| 18 kwietnia 1993 |         | 14:0 |        | Murrayfield Stadium, Edynburg |

| 18 kwietnia 1993 | Szkocja | 14:7 | Francja | Murrayfield Stadium, Edynburg |
| 18 kwietnia 1993 |         | 14:7 |         | Murrayfield Stadium, Edynburg |

| 18 kwietnia 1993 | Japonia | 33:19 | Szkocja | Murrayfield Stadium, Edynburg |
| 18 kwietnia 1993 |         | 33:19 |         | Murrayfield Stadium, Edynburg |

### Cup

#### Grupa E
| 18 kwietnia 1993 | Irlandia | 17:0 | Samoa | Murrayfield Stadium, Edynburg |
| 18 kwietnia 1993 |          | 17:0 |       | Murrayfield Stadium, Edynburg |

| 18 kwietnia 1993 | Fidżi | 21:7 | Tonga | Murrayfield Stadium, Edynburg |
| 18 kwietnia 1993 |       | 21:7 |       | Murrayfield Stadium, Edynburg |

| 18 kwietnia 1993 | Fidżi | 14:12 | Samoa | Murrayfield Stadium, Edynburg |
| 18 kwietnia 1993 |       | 14:12 |       | Murrayfield Stadium, Edynburg |

| 18 kwietnia 1993 | Irlandia | 14:12 | Tonga | Murrayfield Stadium, Edynburg |
| 18 kwietnia 1993 |          | 14:12 |       | Murrayfield Stadium, Edynburg |

| 18 kwietnia 1993 | Samoa | 42:7 | Tonga | Murrayfield Stadium, Edynburg |
| 18 kwietnia 1993 |       | 42:7 |       | Murrayfield Stadium, Edynburg |

| 18 kwietnia 1993 | Fidżi | 31:7 | Irlandia | Murrayfield Stadium, Edynburg |
| 18 kwietnia 1993 |       | 31:7 |          | Murrayfield Stadium, Edynburg |

#### Grupa F
| 18 kwietnia 1993 | Australia | 7:5 | Południowa Afryka | Murrayfield Stadium, Edynburg |
| 18 kwietnia 1993 |           | 7:5 |                   | Murrayfield Stadium, Edynburg |

| 18 kwietnia 1993 | Anglia | 21:12 | Nowa Zelandia | Murrayfield Stadium, Edynburg |
| 18 kwietnia 1993 |        | 21:12 |               | Murrayfield Stadium, Edynburg |

| 18 kwietnia 1993 | Anglia | 14:7 | Południowa Afryka | Murrayfield Stadium, Edynburg |
| 18 kwietnia 1993 |        | 14:7 |                   | Murrayfield Stadium, Edynburg |

| 18 kwietnia 1993 | Nowa Zelandia | 42:0 | Australia | Murrayfield Stadium, Edynburg |
| 18 kwietnia 1993 |               | 42:0 |           | Murrayfield Stadium, Edynburg |

| 18 kwietnia 1993 | Południowa Afryka | 31:14 | Nowa Zelandia | Murrayfield Stadium, Edynburg |
| 18 kwietnia 1993 |                   | 31:14 |               | Murrayfield Stadium, Edynburg |

| 18 kwietnia 1993 | Australia | 21:12 | Anglia | Murrayfield Stadium, Edynburg |
| 18 kwietnia 1993 |           | 21:12 |        | Murrayfield Stadium, Edynburg |

#### Drabinka
|  |                  |           |           |                  |    |        |        |       |
|  | Półfinał         | Półfinał  | Półfinał  |                  |    | Finał  | Finał  | Finał |
|  | Półfinał         | Półfinał  | Półfinał  |                  |    | Finał  | Finał  | Finał |
|  | 18 kwietnia 1993 |           |           |                  |    |        |        |       |
|  |                  |           |           |                  |    |        |        |       |
|  | Anglia           | Anglia    | 21        |                  |    |        |        |       |
|  | Anglia           | Anglia    | 21        | 18 kwietnia 1993 |    |        |        |       |
|  | Fidżi            | Fidżi     | 7         |                  |    |        |        |       |
|  | Fidżi            | Fidżi     | 7         |                  |    | Anglia | Anglia | 21    |
|  | 18 kwietnia 1993 |           |           |                  |    | Anglia | Anglia | 21    |
|  |                  |           | Australia | Australia        | 17 |        |        |       |
|  | Australia        | Australia | Australia | Australia        | 17 | 21     |        |       |
|  | Australia        | Australia |           |                  |    |        |        |       |
|  | Irlandia         | Irlandia  | 19        |                  |    |        |        |       |
|  | Irlandia         | Irlandia  | 19        |                  |    |        |        |       |

| 18 kwietnia 1993 | Anglia | 21:7 | Fidżi | Murrayfield Stadium, Edynburg |
| 18 kwietnia 1993 |        | 21:7 |       | Murrayfield Stadium, Edynburg |

| 18 kwietnia 1993 | Australia | 21:19 | Irlandia | Murrayfield Stadium, Edynburg |
| 18 kwietnia 1993 |           | 21:19 |          | Murrayfield Stadium, Edynburg |

| 18 kwietnia 1993 | Anglia | 21:17 | Australia | Murrayfield Stadium, Edynburg |
| 18 kwietnia 1993 |        | 21:17 |           | Murrayfield Stadium, Edynburg |

## Klasyfikacja końcowa
| Miejsce | Reprezentacja     |
| ------- | ----------------- |
| 1       | Anglia            |
| 2       | Australia         |
| 3       | Fidżi             |
| 3       | Irlandia          |
| 5       | Nowa Zelandia     |
| 5       | Samoa             |
| 5       | Południowa Afryka |
| 5       | Tonga             |
| 9       | Argentyna         |
| 10      | Hiszpania         |
| 11      | Korea Południowa  |
| 11      | Walia             |
| 13      | Japonia           |
| 14      | Szkocja           |
| 15      | Francja           |
| 15      | Kanada            |
| 17      | Chińskie Tajpej   |
| 17      | Holandia          |
| 17      | Hongkong          |
| 17      | Łotwa             |
| 17      | Namibia           |
| 17      | Rumunia           |
| 17      | Stany Zjednoczone |
| 17      | Włochy            |